# 슬픔과 동정
《슬픔과 동정》(The Sorrow And The Pity, Le Chagrin Et La Pitie)은 독일(구 서독)에서 제작된 마르셀 오필스 감독의 1969년 2부작 영화이다. 조지스 비돌트 등이 주연으로 출연하였다.

## 출연

### 주연
- 조지스 비돌트

### 조연
- 마르셀 오필스
- 폴 슈미트
- 모리스 슈발리에
- 찰스 드 골레